# Giuditta Rissone
Pour les articles homonymes, voir Rissone.
Giuditta Giuseppina Ivona Rissone, née à Gênes le 28 août 1895 et morte à Rome le 31 mai 1977, est une actrice italienne.

## Biographie
Giuditta Rissone est apparue dans 25 films entre 1933 et 1966. En 1937 à Asti, elle a épousé l'acteur et réalisateur Vittorio De Sica. Son frère Checco Rissone est aussi acteur.

## Filmographie partielle
- 1933 : 
  - La segretaria per tutti d'Amleto Palermi
  - Un cattivo soggetto de Carlo Ludovico Bragaglia
- 1935 : Amo te sola de Mario Mattoli
- 1936 : Lohengrin (it) de Nunzio Malasomma
- 1937 : Questi ragazzi de Mario Mattoli
- 1938 : Il trionfo dell'amore de Mario Mattoli
- 1939 : Ai vostri ordini, signora de Mario Mattoli
- 1941 : 
  - Leçon de chimie à neuf heures de Mario Mattoli
  - L'avventuriera del piano di sopra de Raffaello Matarazzo
  - Mademoiselle Vendredi (Teresa Venerdì) de Vittorio De Sica
- 1942 : 
  - Chaînes invisibles (Catene invisibili) de Mario Mattoli
  - L'Ombre du passé (Una storia d'amore) de Mario Camerini
  - Ce soir, rien de nouveau (Stasera niente di nuovo) de Mario Mattoli
  - Sous le ciel de Provence (4 passi fra le nuvole) d'Alessandro Blasetti
- 1943 : La vispa Teresa de Mario Mattoli
- 1945 : Sept femmes, sept destins (Nessuno torna indietro) d'Alessandro Blasetti
- 1946 : Eugénie Grandet de Mario Soldati
- 1948 : Totò au Tour d'Italie (Totò al giro d'Italia) de Mario Mattoli
- 1950 : Bannie du foyer de Raffaello Matarazzo
- 1963 : 8½ de Federico Fellini